# Mihajlo Vuković
Mihajlo Vuković (in serbo Михајло Вуковић?; Miločaj, 25 giugno 1944 – Valencia, 15 gennaio 2021) è stato un cestista e allenatore di pallacanestro jugoslavo.

## Carriera
Ha guidato la Jugoslavia ai Campionati mondiali del 1990.

## Palmarès
- Copa del Rey: 1

Valencia: 1998